# Santa Elena de Jamuz
Santa Elena de Jamuz est une commune d'Espagne dans la province de León, communauté autonome de Castille-et-León. Elle s'étend sur 62,34 km2 et comptait 1 135 habitants en 2015.